# Monument funéraire d'Héloïse et Abélard
Le monument funéraire d'Héloïse et Abélard est un monument funéraire remarquable du cimetière du Père-Lachaise (20e arrondissement de Paris).
Les cendres de ce couple d'intellectuels médiévaux ont connu plusieurs destinations au cours de l'histoire : le prieuré Saint-Marcel (1142), l'abbaye du Paraclet (1142-1792), l'église Saint-Laurent de Nogent-sur-Seine (1792-1800), le musée des Monuments français à Paris (1800-1817) et enfin le cimetière du Père-Lachaise (depuis 1817).

## Accès
Le monument se trouve dans la 7e division du cimetière (première allée sur la droite en entrant par le boulevard de Ménilmontant, station de métro Philippe Auguste (ligne 2).

## Histoire

### Sépulture du Paraclet

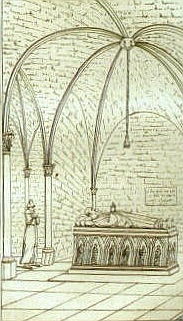
Gravure du tombeau d'Abélard à Saint-Marcel par Laurent Guyot sur un dessin d'Alexandre Lenoir (c. 1800).

Héloïse et Abélard sont les fondateurs de l'abbaye du Paraclet au XIIe siècle. Abélard meurt en 1142 au prieuré Saint-Marcel, qui dépend de l'abbaye de Cluny, et est enterré dans la chapelle Notre-Dame du prieuré. À la demande d'Héloïse, l'abbé de Cluny Pierre le Vénérable, qui admire celle-ci depuis son adolescence, autorise le transfert du corps de son époux au Paraclet. L'abbé dirige lui-même l'équipée qui dépose les cendres au Paraclet.
Héloïse a fait dresser un tombeau, non pas dans le cimetière de son abbaye comme le défunt l'avait demandé, mais dans une chapelle annexe, le Petit Moustier. Elle y organise un véritable culte, célébré une fois l'an pour l'anniversaire de la mort de son mari, date qui coïncide avec la fête mobile de Pâques. La cérémonie est agrémentée d'une oraison, la Nénie d'Abélard, dont la musique, perdue, était, d'après la composition du texte, en forme de dialogues. Le scénario la rapproche du drame liturgique avec musique.
À son décès en 1164, Héloïse est enterrée près de son mari. Une légende rapporte qu'elle le rejoint dans le même cercueil et qu'à son ouverture, les bras du cadavre d'Abélard se déplièrent ; en réalité, ils reposent dans deux cercueils différents. Le rituel de Pâques sera interrompu par les nombreuses destructions que le Paraclet, plusieurs fois déserté, aura à souffrir mais le souvenir de la Nénie sera transmis. La population, reconnaissante aux sœurs, maintiendra la procession, semble-t-il jusqu'à l'aliénation de l'abbaye prononcée le 30 mars 1792 sous la Révolution par l'Assemblée législative.
En 1497, à cause de l'humidité menaçante de la chapelle, les sœurs du Paraclet déplacent les restes du couple dans l'église de la Trinité, où ils sont inhumés de chaque côté de l'autel. Sans être rouverts, les cercueils sont réunis dans un caveau sous l'autel en 1621. En 1701, l'abbesse Catherine III de la Rochefoucauld fait construire un cénotaphe en leur mémoire, sur lequel est fixée une plaque commémorative retraçant leur vie. En 1768 a lieu un inventaire des ossements, réunis en 1780 dans un seul cercueil en plomb doté de deux compartiments, replacé sous l'autel.

### Le monument funéraire d'Alexandre Lenoir
En octobre 1792, les dernières religieuses âgées du Paraclet ayant été expulsées, les cendres du couple sont retirées solennellement pour être inhumées le mois suivant à Nogent-sur-Seine, dans la chapelle Saint-Léger de l'église Saint-Laurent. Une plaque célébrant l'épisode est scellée sur le tombeau. Il devient l'objet d'une dévotion dans les cercles romantiques.
Le 23 avril 1800, le fondateur du musée des Monuments français, Alexandre Lenoir, obtient du ministre de l'Intérieur Lucien Bonaparte l'autorisation de transférer ces restes à Paris. Dans son musée, il rassemble en effet diverses statues et sépultures de personnages illustres saisies dans des institutions fermées par le jeune régime républicain. Les restes d'Héloïse et Abélard y trouvent donc leur place, ainsi que le premier cénotaphe de ce dernier, ramené du prieuré Saint-Marcel. Mais ils sont alors conservés dans une caisse en bois et, si Lenoir a le projet de faire construire un monument, la boîte est entreposée en attendant dans son bureau. Durant ce temps, il fait cadeau de certains ossements, devenus des sortes de reliques, à des amis et adorateurs du couple, dont l'intérêt est poussé par la production littéraire passionnée qui est consacrée à Héloïse et Abélard durant le XVIIIe siècle et au début du suivant,.
Alexandre Lenoir commence à dessiner un monument funéraire suffisamment digne pour accueillir les cendres restantes. Il s'agit d'un édifice néogothique ouvert sur l'extérieur, couvrant une tombe surmontée de deux gisants. Le mausolée est fabriqué plus que reconstitué. Seuls les hauts reliefs des pans verticaux de la tombe et le gisant d'Abélard proviennent du tombeau dressé en 1142 au prieuré Saint-Marcel. Les autres pièces sont rapportées de monuments de diverses époques et lieux (colonnes de l'abbaye de Saint-Denis, flèche de l'église des Grands-Carmes de Metz, bas-relief de l'abbaye de Royaumont ou encore décorations de la chapelle de la Vierge de l'abbaye de Saint-Germain-des-Prés) voire complétées par quelques facsimilés. Aucune ne provient du Paraclet. La tête d'Héloïse est sculptée par Pierre-Nicolas Beauvallet, jointe à un corps de femme que Lenoir pioche dans sa réserve.
Lors de l'inauguration du monument dans la cour de l'ancien couvent Petits-Augustins, siège du musée, le 27 avril 1807, la foule est très nombreuse. L'impératrice Joséphine s'y promène au cours d'une retraite aux flambeaux. La mode, exacerbée par le roman Les Souffrances du jeune Werther, est à la passion impossible et au suicide.
Le musée ferme en 1816. Une ordonnance du 18 décembre de la même année, au tout début de la Restauration, affecte les Petits-Augustins à une nouvelle École des beaux-arts. Le site doit être libéré d'un monument qui évoque le libertinage dans l'Église. Dans le but de promouvoir le cimetière de l'Est et inciter les Parisiens à acquérir des concessions, la ville de Paris décide alors d'orner ce nouveau lieu de sépulture avec le mausolée des amants réunis au-delà de la mort. Après une messe en l'église Saint-Germain-des-Prés, les deux cercueils sont transférés le 16 juin 1817 au cimetière, d'abord entreposés dans une salle puis, une fois la reconstruction du tombeau achevée, en son cœur le 8 novembre suivant. Le monument est béni puis scellé. Ce cadre des plus romantiques est apprécié par la jeunesse de l'époque.
Il est classé aux monuments historiques par un arrêté du 14 novembre 1983.

## Galerie

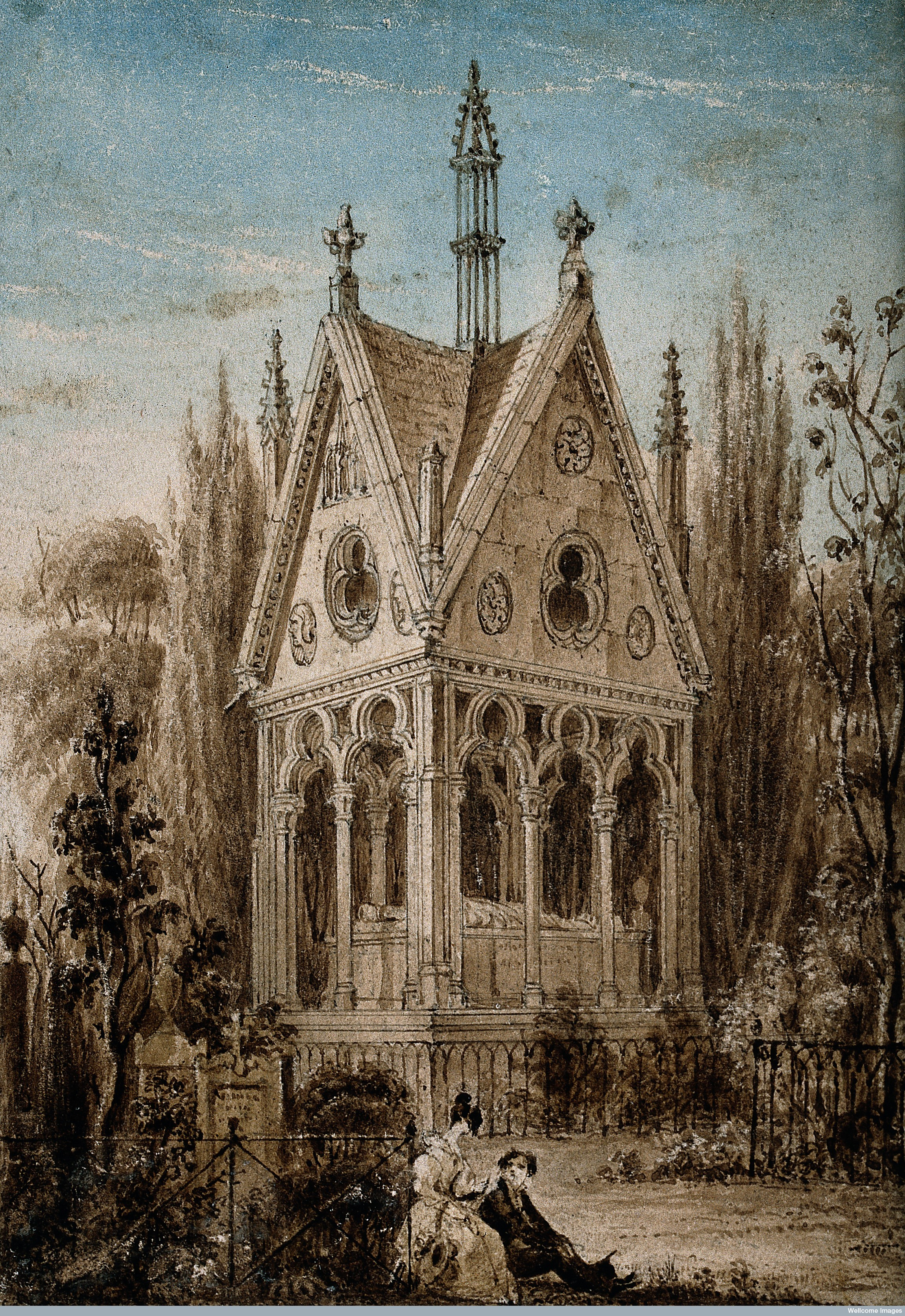
Le monument en 1831.
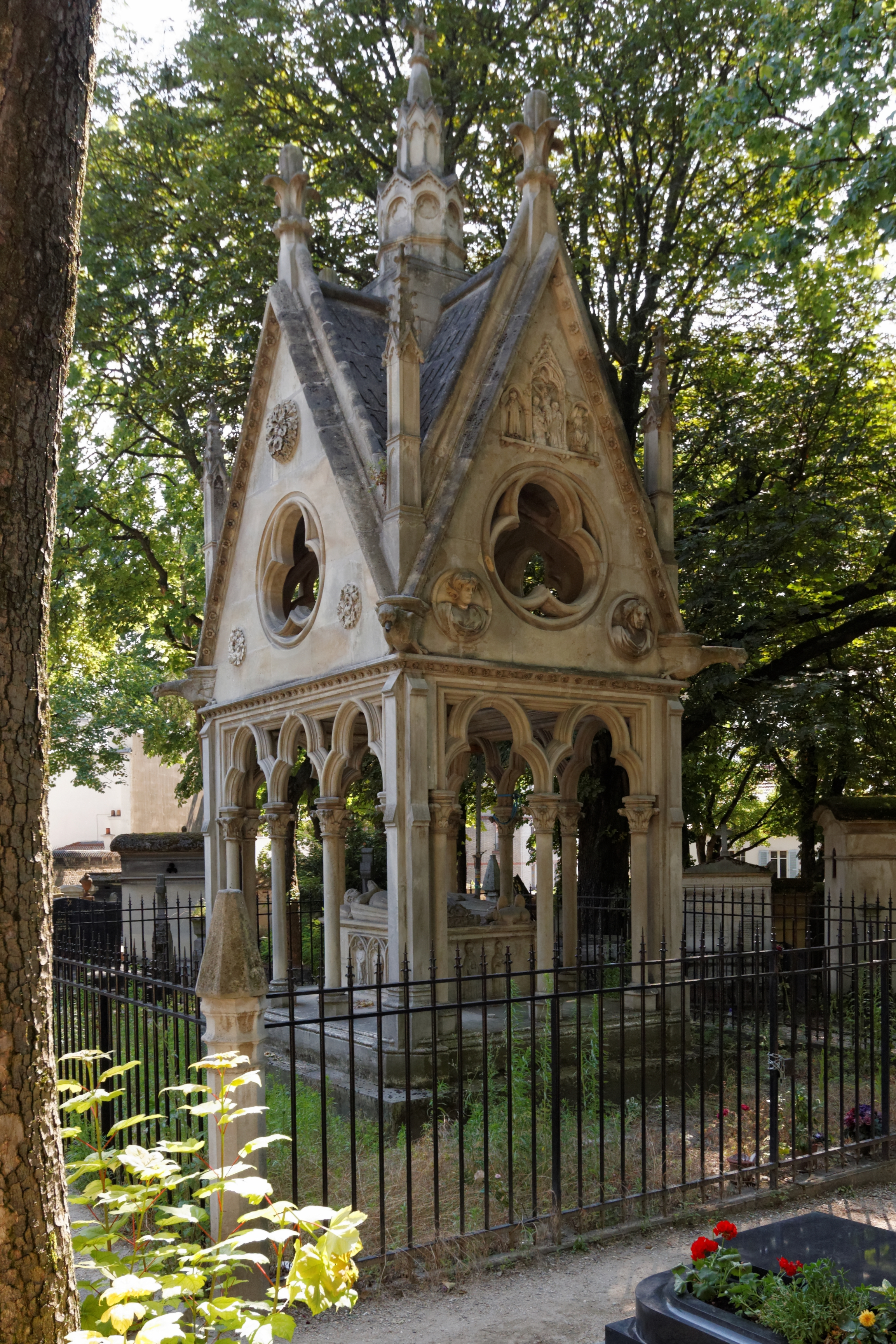
Même vue en 2013.
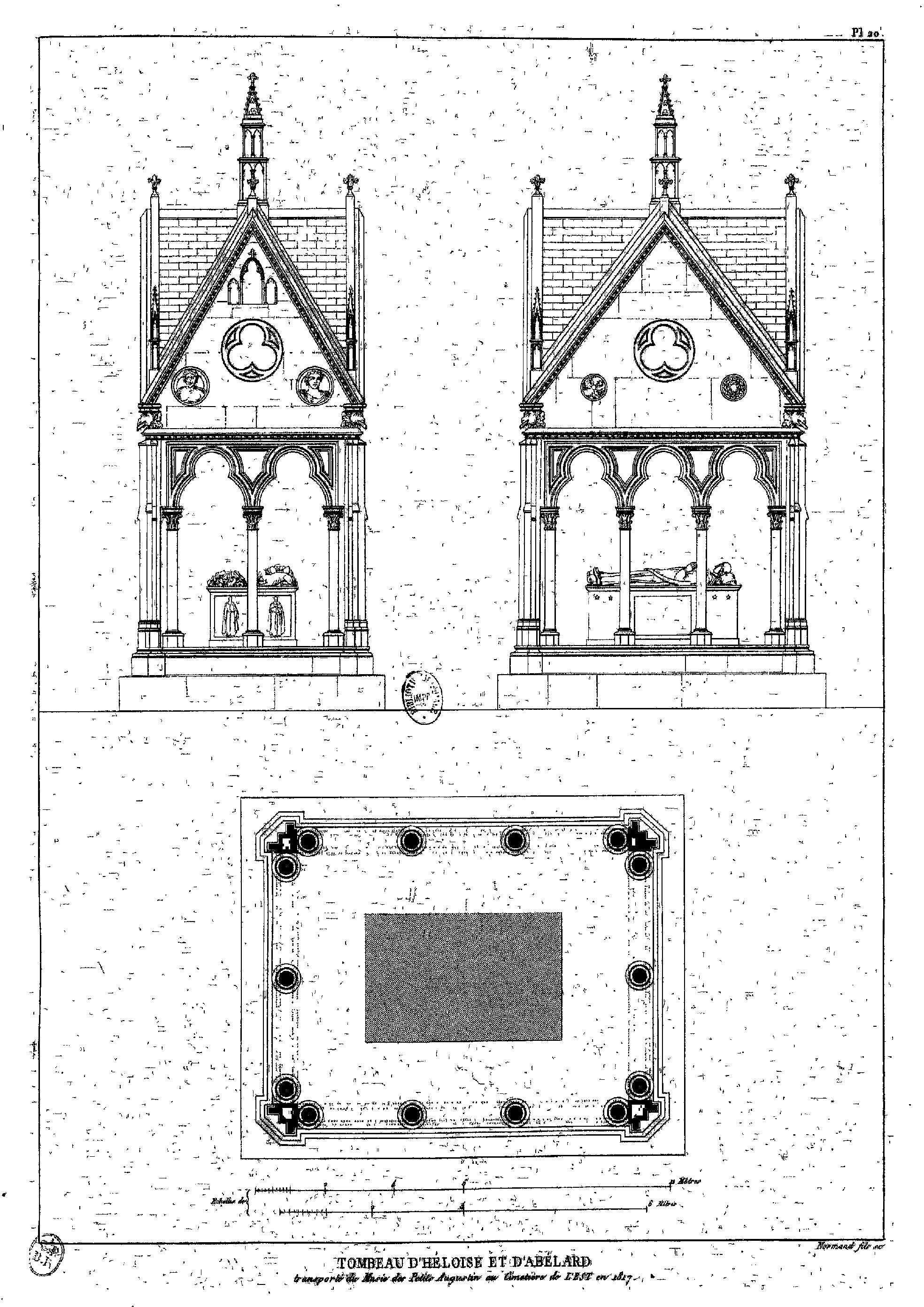
Plan.
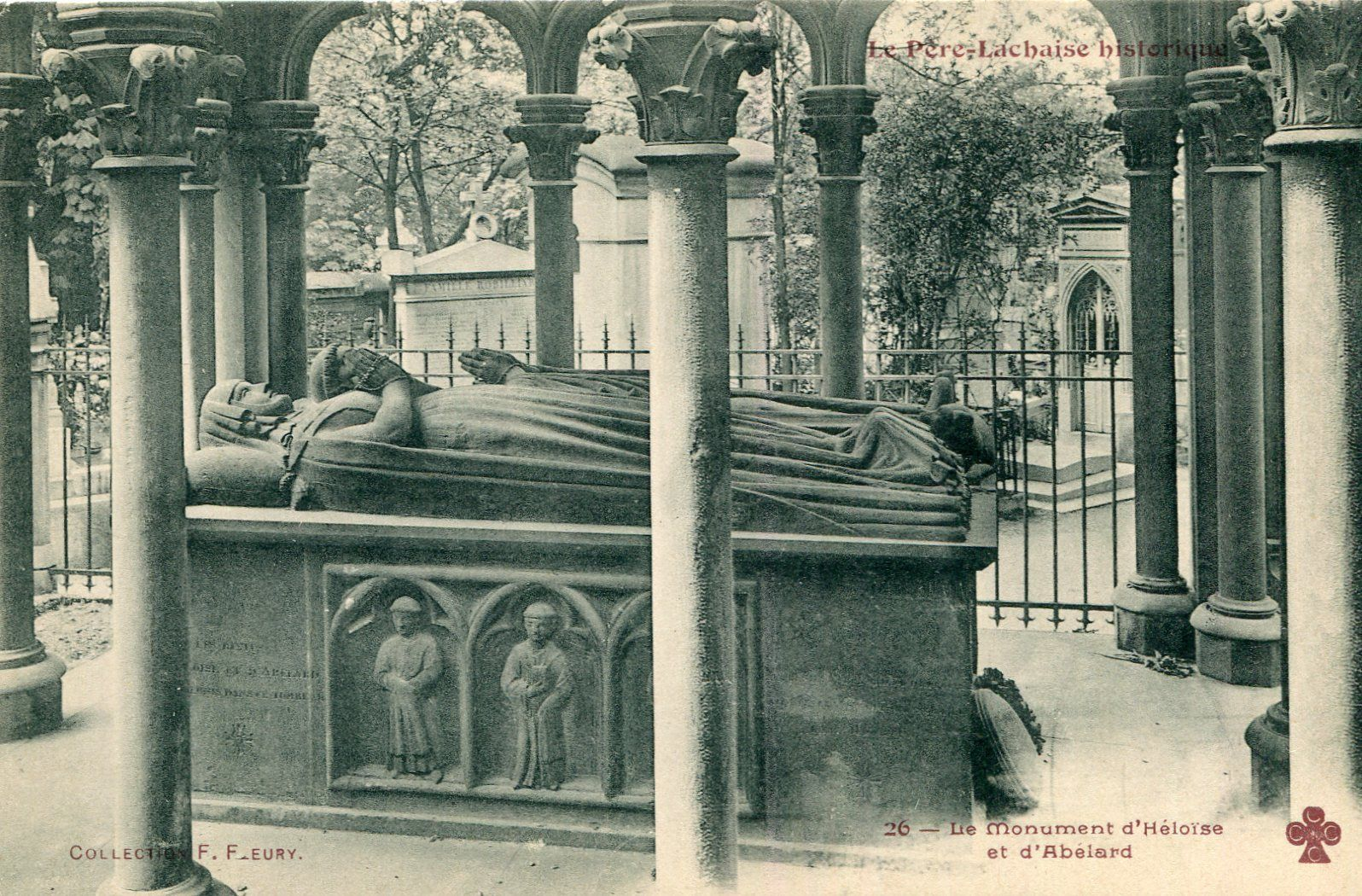
Détail des gisants.
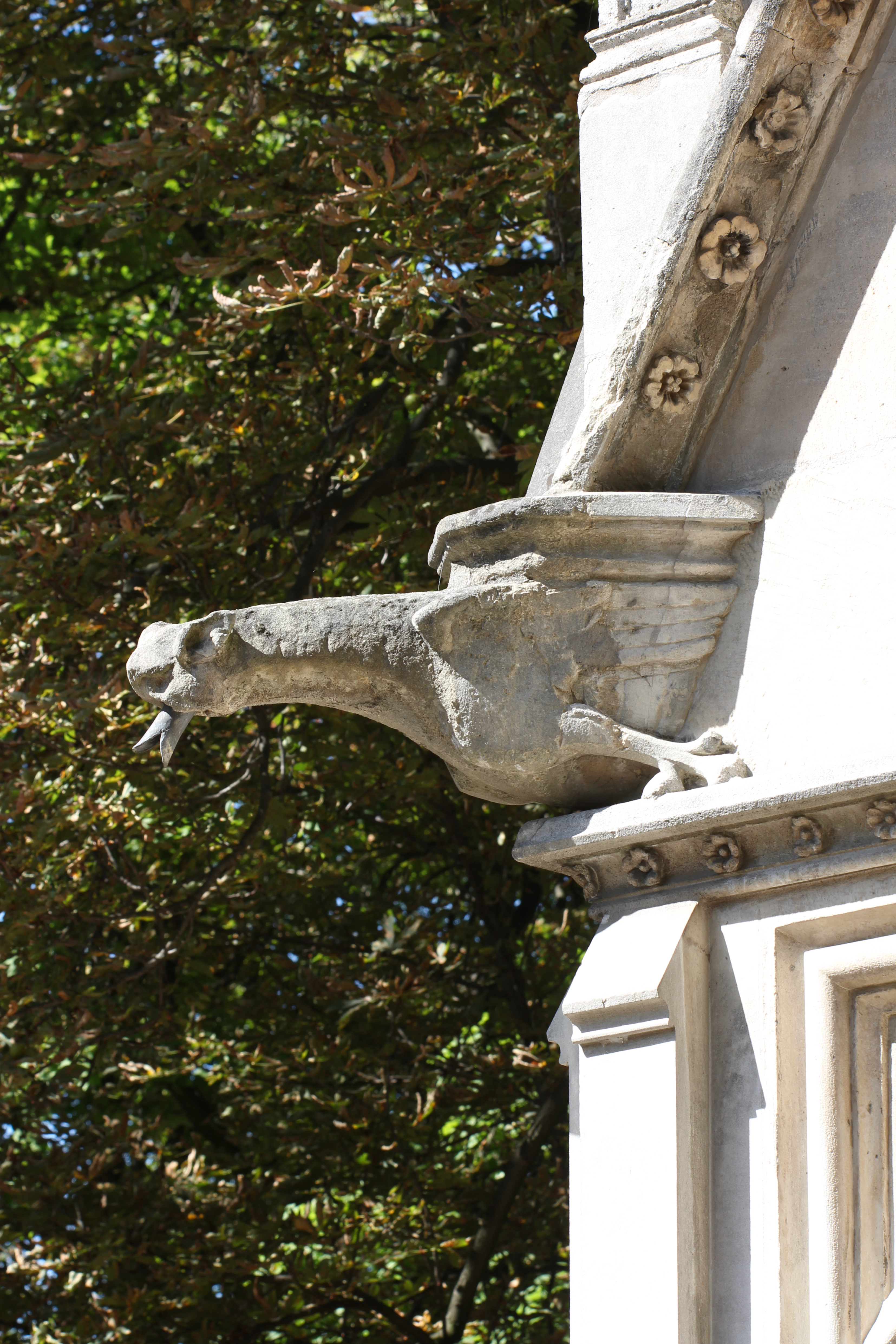
Gargouille.
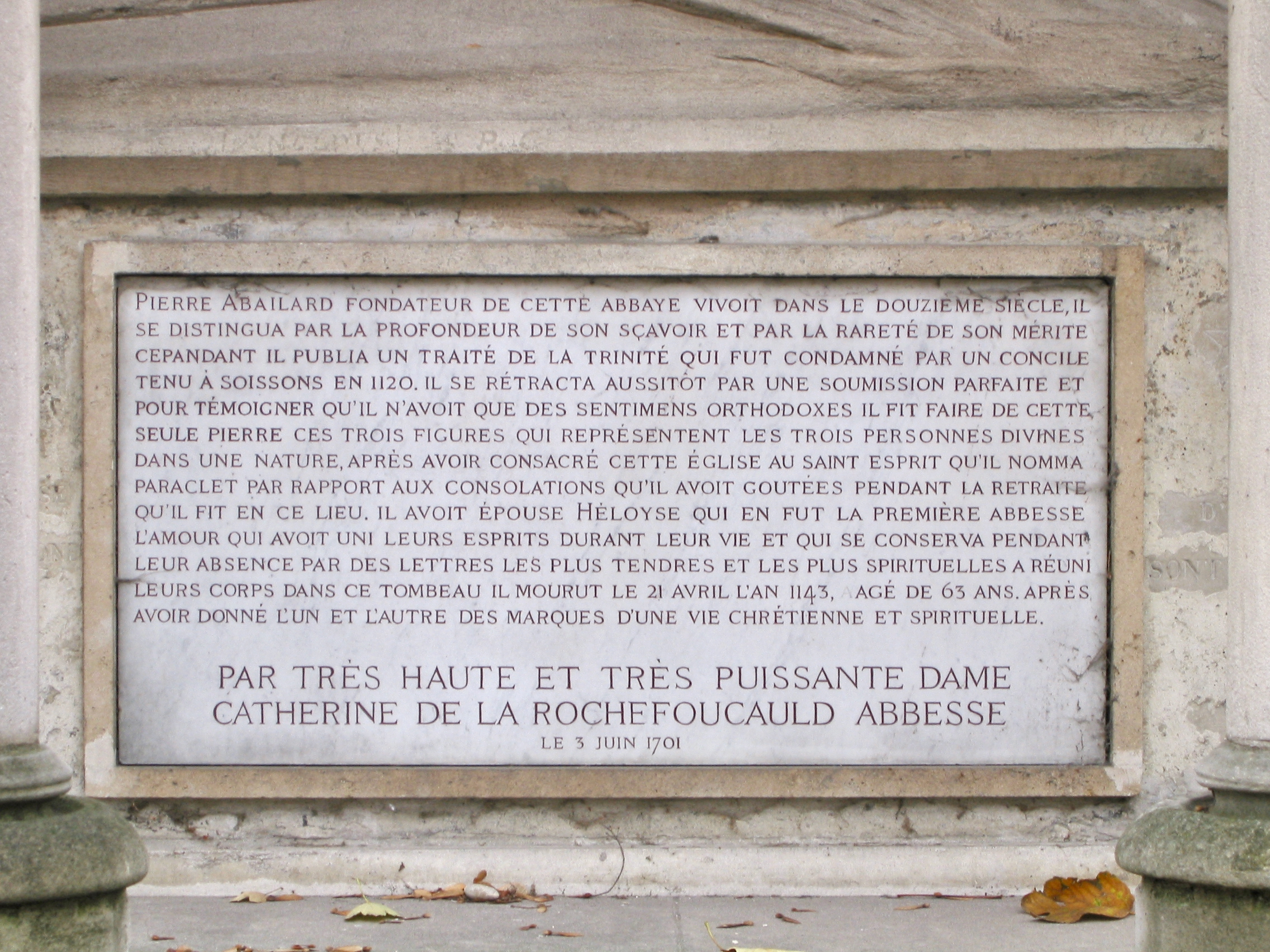
Plaque.
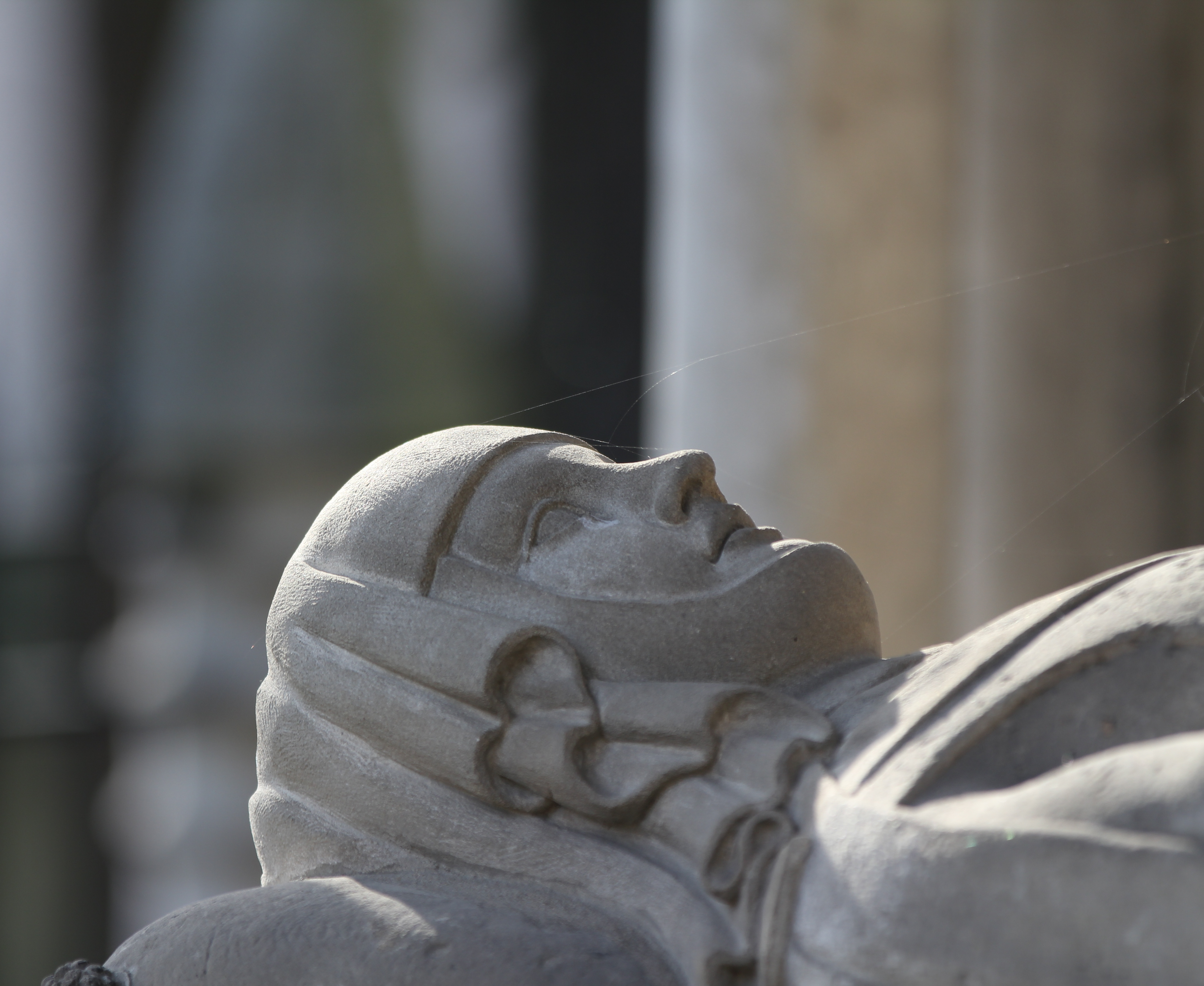
Visage du gisant d'Héloïse.
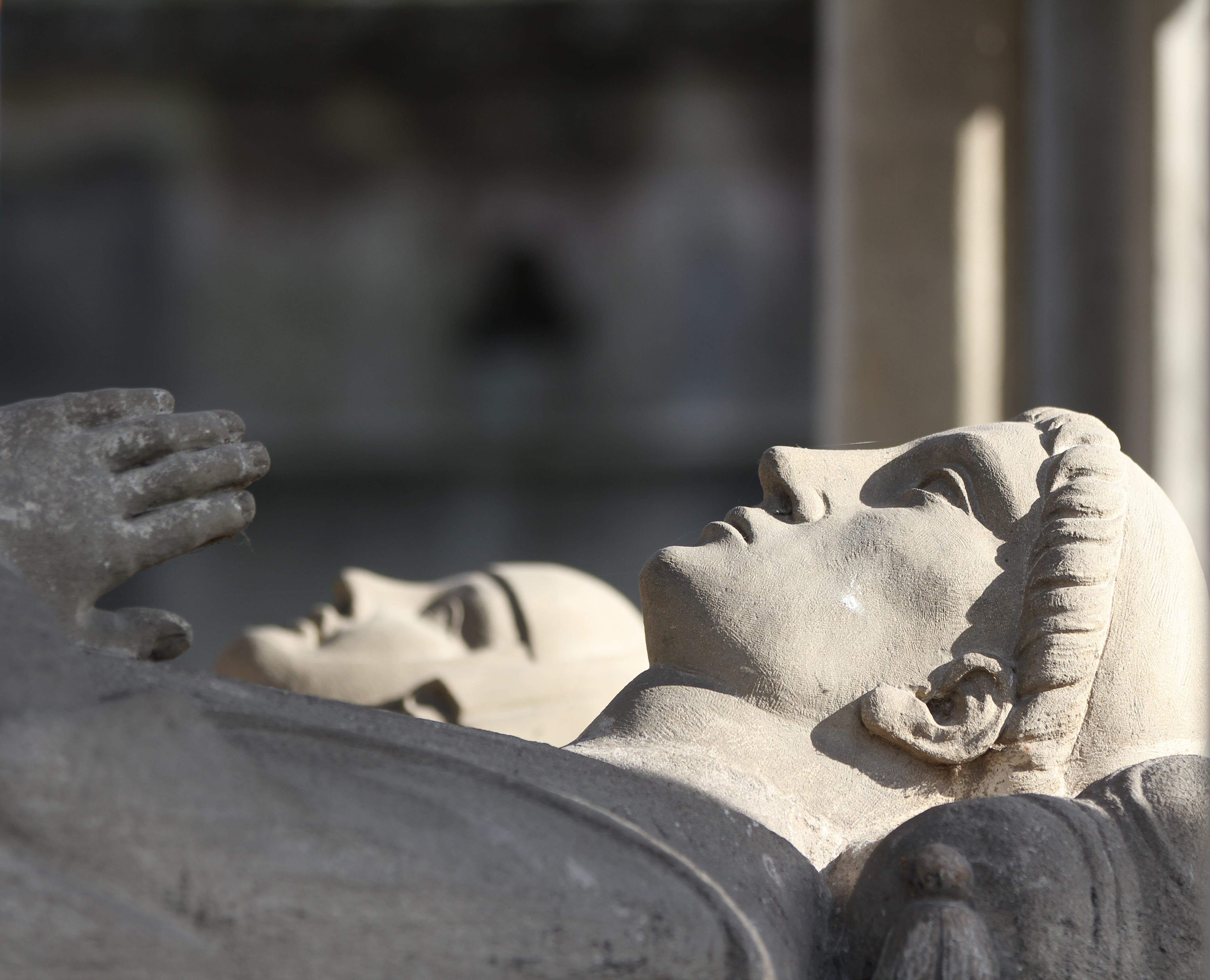
Visage du gisant d'Abélard.

### Sur Héloïse et Abélard
- Alexandre Lenoir, Description historique et chronologique des monumens de sculpture réunis au musée des Monuments français, Hacquart, Paris, 1810.
- Charlotte Charrier, Héloïse dans l'histoire et dans la légende, Paris, Champion, 1934.
- Albert Willocx, Abélard, Héloïse et le Paraclet, Librairie bleue, Troyes 1996.

### Sur les cimetières du Père-Lachaise et de Paris
- Théophile Astrié, Guide dans les cimetières de Paris, 1865 (lire en ligne)
- Edward Falip, Guide aux sépultures des personnages célèbres inhumés dans les trois grands cimetières de Paris, 1878 (lire en ligne)
- Henry Jouin, « La Sculpture dans les cimetières de Paris : Cimetière de l'Est (Le Père-Lachaise) », Nouvelles Archives de l'art français, Paris, vol. 13,‎ 1897 (lire en ligne)
- Henry Jouin, « Monuments ou statues érigés par l'État, par la ville ou à l'aide de souscriptions et sépultures historiques entretenues par la ville dans les cimetières de Paris », Inventaire général des richesses d'art de la France. Paris, monuments civils. Tome 3, Paris,‎ 1902
- Jules Moiroux, Le cimetière du Père Lachaise, Paris, S. Mercadier, 1909 (lire en ligne)
- Catherine Healey (dir.), Karen Bowie (dir.) et Agnès Bos (dir.), Le Père-Lachaise, Paris, Action artistique de la Ville de Paris, coll. « Paris et son patrimoine », 1998, 219 p. (ISBN 2-913246-00-1).
- Paul Bauer, Deux siècles d'histoire au Père Lachaise, Mémoire et Documents, 2006, 867 p. (ISBN 978-2-914611-48-0)